# セントピーターズバーグ市街地コース
セントピーターズバーグ市街地コース (The Streets of St. Petersburg course) は、アメリカ合衆国フロリダ州セントピーターズバーグにある市街地サーキット。
2005年よりインディカー・シリーズが開催されている。2003年にはチャンプカー・ワールド・シリーズが開催された。
コースはアルバート・ウィテッド空港とアル・ラング・フィールドの一部を使用している。